# Jakob Möllerström
Jakob Valfrid Samuel Möllerström, född 2 oktober 1894 i Norrköping, död 11 november 1971 i Stockholm, var en svensk läkare.
Jakob Möllerström var son till skomakarmästaren Anders Olausson Möllerström. Han tog studentexamen i Norrköping 1913, medicine kandidat vid Uppsala universitet 1918, medicine licentiat vid Karolinska Institutet i Stockholm 1924 och medicine doktor där 1930. Möllerström blev 1945 docent i ämnesomsättningsforskning vid Stockholms högskola. Han hade förordnanden vid medicinsk-kemiska institutionen i Uppsala 1917–1918, vid Hålahults sanatorium 1923–1925, vid Sankt Eriks sjukhus i Stockholm 1926 och 1928–1931 samt vid Garnisonssjukhuset i Stockholm 1926–1928. Möllerström var bataljonsläkare i Fältläkarkårens reserv 1927–1942 och överläkare vid Ronneby brunn somrarna 1936–1937, biträdde Stockholms sjukhuskommitté med utredningar för Södersjukhuset 1930–1931 och utövade läkarpraktik i Stockholm från 1931. Från 1939 var han föreståndare för B. A. Hjorts avdelning för ämnesomsättningsforskning vid Wenner-Grens institut för experimentell biologi vid Stockholms högskola. Han utgav flera vetenskapliga arbeten, speciellt rörande diabetes och de rytmiska processerna vid den intermediära ämnesomsättningen. Möllerström är begravd på Matteus kyrkogård i Norrköping.